# Sint-Adrianuskerk (Naaldwijk, 1871)
De Sint-Adrianuskerk was een rooms-katholieke kerk aan de Dijkweg in Naaldwijk.
De kerk in 1871 gebouwd ter vervanging van een schuilkerk uit 1790. Architect Herman Jan van den Brink ontwierp een driebeukige basiliek in neogotische en neoromaanse stijl, met een halfingebouwde toren aan de voorgevel.
De kerk werd aan het begin van de 20e eeuw te klein. Vanaf 1928 werd op het terrein van een voormalige boerderij aan de Molenstraat een nieuwe kerk gebouwd. De oude Adrianuskerk werd in 1931 gesloten. Het kerkgebouw diende vervolgens nog enkele jaren als autogarage en werd in 1935 gesloopt. 